# 吉延普尔
吉延普尔（Jiyanpur），是印度北方邦Azamgarh县的一个城镇。总人口10298（2001年）。

## 人口
该地2001年总人口10298人，其中男性4989人，女性5309人；0—6岁人口1944人，其中男1001人，女943人；识字率55.58%，其中男性为60.55%，女性为50.91%。